# Maurycy Gąssowski
Maurycy Roman Gąssowski (ur. 28 lutego 1879 w Besançon) – pułkownik kawalerii Wojska Polskiego, kawaler Orderu Virtuti Militari.

## Życiorys
Urodził się 28 lutego 1879 roku w Besançon, we wschodniej Francji. Był Polakiem z pochodzenia, wnukiem powstańca listopadowego. W 1896 roku ukończył dziewięcioklasowe gimnazjum i rozpoczął studia na Wydziale Filologicznym Uniwersytetu w Besançon. 16 listopada 1900 roku wstąpił do francuskiego 13 pułku dragonów. 22 marca 1902 roku został skierowany do Szkoły Kawalerii w Saumur (franc. École de cavalerie de Saumur, którą ukończył 1 kwietnia 1906 roku w stopniu podporucznika. Zawodową służbę w armii francuskiej rozpoczął w 4 pułku strzelców konnych (franc. Le 4e régiment de dragons). 1 kwietnia 1909 roku został szefem 2. Biura w dowództwie 43 Dywizji Piechoty. 21 września 1915 roku, w stopniu rotmistrza, otrzymał przydział do Misji Francusko-Polskiej. 10 września 1917 roku został oddelegowany do Armii Polskiej we Francji. 1 listopada 1918 roku, w stopniu majora, został wyznaczony na stanowisko zastępcy szefa sztabu armii. 31 marca 1919 roku został dowódcą 1 pułku szwoleżerów, a 10 kwietnia awansował na podpułkownika. 1 września 1919 roku, po zjednoczeniu Armii gen. Hallera z Armią krajową oraz po połączeniu 1 i 3 pułku szwoleżerów w 4 pułk Dragonów Kresowych, objął dowództwo tego oddziału. 1 października 1919 roku dowodzona przez niego jednostka została przemianowana na 4 pułk strzelców konnych. Po utworzeniu dowództwa 6 Armii obowiązki dowódcy pułku łączył z funkcją inspektora wyszkolenia jazdy tego związku operacyjnego. W czasie wyprawy kijowskiej dowodził Grupą swojego imienia, której zadaniem było zajęcie stacji kolejowej Żmerynka na tyłach bolszewików. 28 maja 1920 roku został zwolniony z dowództwa 4 pułku strzelców konnych i oddany do dyspozycji Sekcji Jazdy Departamentu I Ministerstwa Spraw Wojskowych w Warszawie. 11 czerwca 1920 został zatwierdzony z dniem 1 kwietnia 1920 roku w stopniu podpułkownika, w kawalerii, w grupie oficerów byłej Armii gen. Hallera.
28 października 1920 roku 4 pułk strzelców konnych został przemianowany na 6 pułk strzelców konnych, a płk Gąssowski był współautorem projektu odznaki pamiątkowej tegoż oddziału. W latach 1920–1923 płk Gąssowski był głównym kierownikiem wyszkolenia w Centralnej Szkole Kawalerii w Grudziądzu. Pełniąc służbę w szkolnictwie pozostawał oficerem nadetatowym 6 pułku strzelców konnych. 3 maja 1922 roku został zweryfikowany w stopniu pułkownika ze starszeństwem z dniem 1 czerwca 1919 roku i 35. lokatą w korpusie oficerów jazdy. 26 listopada 1923 roku został przeniesiony do 6 psk na stanowisko dowódcy pułku. Z dniem 20 listopada 1924 roku został zwolniony ze stanowiska dowódcy pułku z równoczesnym odkomenderowaniem do XVI Brygady Kawalerii. Z dniem 30 września 1925 roku został przeniesiony w stan spoczynku „z powodu trwałej niezdolności do służby wojskowej stwierdzonej przez komisję wojskowo-lekarską”. Po zwolnieniu z czynnej służby powrócił do Francji i zamieszkał w Cimiez, dzielnicy Nicei. W 1934 roku pozostawał w ewidencji Powiatowej Komendy Uzupełnień Poznań-Miasto. Posiadał przydział do Oficerskiej Kadry Okręgowej Nr VII. Był wówczas „przewidziany do użycia w czasie wojny”.

## Ordery i odznaczenia
- Krzyż Srebrny Orderu Wojskowego Virtuti Militari nr 5608 – 27 września 1922[14][15][1]
- Krzyż Oficerski Orderu Odrodzenia Polski – 2 maja 1923[16][17][18]
- Krzyż Walecznych
- Krzyż Kawalerski Legii Honorowej
- „Croix de guerre”
- Medal Zwycięstwa